# Districts du canton de Zurich

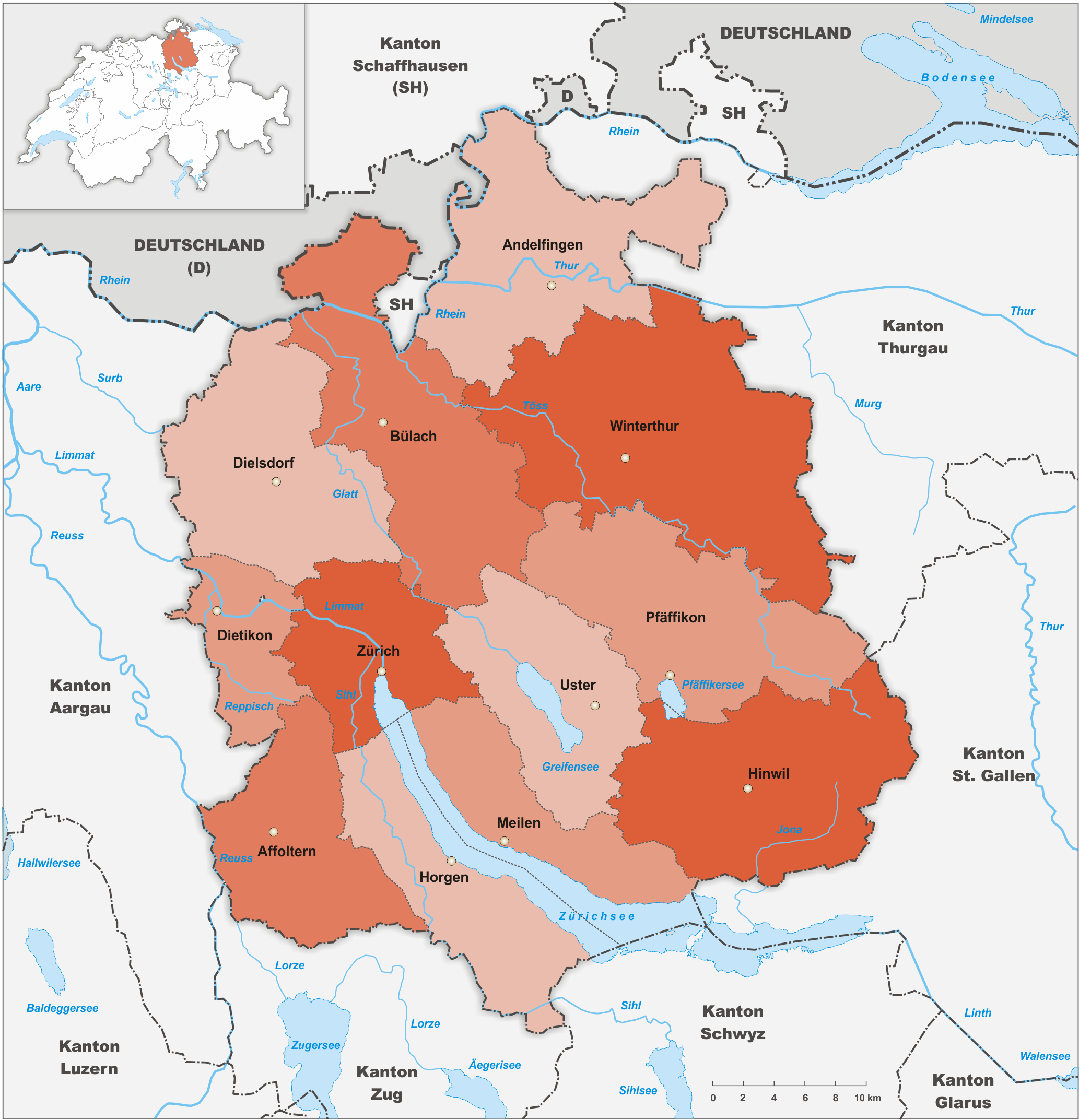
Carte du canton de Zurich présentant sa division en districts.

Cet article présente une liste des districts du canton de Zurich.

## Liste
En janvier 2019, le canton de Zurich compte 12 districts.
| Nom         | Chef-lieu          | N° OFS | Communes | Population (décembre 2022) | Superficie (km2) | Densité (hab./km2) |
| ----------- | ------------------ | ------ | -------- | -------------------------- | ---------------- | ------------------ |
| Affoltern   | Affoltern am Albis | B0101  | +14,     | +056 899,                  | +0113,05         | 503                |
| Andelfingen | Andelfingen        | B0102  | +22,     | +032 211,                  | +0166,61         | 193                |
| Bülach      | Bülach             | B0103  | +22,     | +160 967,                  | +0184,88         | 871                |
| Dielsdorf   | Dielsdorf          | B0104  | +22,     | +093 038,                  | +0152,88         | 609                |
| Hinwil      | Hinwil             | B0105  | +11,     | +099 220,                  | +0179,47         | 553                |
| Horgen      | Horgen             | B0106  | +09,     | +129 309,                  | +0104,25         | 1240               |
| Meilen      | Meilen             | B0107  | +11,     | +107 681,                  | +0084,58         | 1273               |
| Pfäffikon   | Pfäffikon          | B0108  | +10,     | +062 156,                  | +0163,21         | 381                |
| Uster       | Uster              | B0109  | +10,     | +137 642,                  | +0112,33         | 1225               |
| Winterthour | Winterthour        | B0110  | +19,     | +176 811,                  | +0251,71         | 702                |
| Dietikon    | Dietikon           | B0111  | +11,     | +096 312,                  | +0060,11         | 1602               |
| Zurich      | Zurich             | B0112  | +01,     | +427 721,                  | +0087,88         | 4867               |
| Total       | Total              | Total  | +162,    | +1 579 967,                | +1 729,          | 914                |

Note : le canton de Zurich s'étend également sur le lac de Greifensee (8,18 km2) et le lac de Zurich (59,86 km2), sans que ces deux zones ne fassent partie d'aucun district (ou d'aucune commune). Le total de superficie mentionné dans le tableau comprend ces deux lacs.